# De boemerang van Kirimbir
De boemerang van Kirimbir is het 272e stripverhaal van Jommeke. De reeks wordt getekend door Studio Jef Nys. Het album verscheen op 1 oktober 2014.

## Personages
- Jommeke, Flip, Filiberke, De Miekes, professor Gobelijn, Odilon van Piependale, Elodie van Stiepelteen en Fifi.

## Verhaal
In de eerste zonnestralen kleurt een reusachtige zandsteenrots, Oeloeroe. Het is een heilige rots voor de Aboriginals, de oorspronkelijke bewoners van Australië. Wanneer een nieuwsgierige toerist zich op de verboden plek bevindt, tuimelt hij ongelukkig in een grot. Tot zijn verbazing vindt hij er een prachtige boemerang en besluit deze mee naar huis te nemen.
Op de luchthaven staan Elodie en Odilon klaar om te vertrekken na hun Australiëreis, als er iets ingrijpends gebeurt. Odilon heeft identiek dezelfde reiskoffer als die waarin de toerist zijn gestolen boemerang verstopt heeft. Door toeval vergissen beiden zich van reiskoffer en zo komt de mysterieuze boemerang ongewild in het bezit van Odilon en Elodie. De verbazing is groot wanneer ze merken dat zowel de toerist als Odilon een foute reiskoffer in hun bezit hebben. Odilon ontdekt de mooie boemerang. Vermits er geen adresgegevens te vinden zijn besluit Odilon de boemerang cadeau te doen aan Jommeke. Jommeke oefent meteen in het boemerangwerpen wat na een paar keren blijkt te lukken - of toch bijna. Wanneer de boemerang tegen een boom aanvliegt springt hij open in twee delen. Een geheimschrift wordt zichtbaar aan de binnenzijde. Professor Gobelijn weet de geheime code te ontcijferen:
Het geluk is te vinden in de buidel van de kangoeroe. Alleen hij die zuiver van hart is en goede bedoelingen heeft, zal ooit in het bezit komen van de sleutel tot de Oesterparelschat.
Het wordt vlug duidelijk dat de Aboriginals hun schat verborgen hebben in het heilige gebied van de Oeloeroerots. Wat later hangt de vliegende bol in de lucht, richting Australië. Wanneer Filiberke zijn digeridoo in een rotsholte steekt en erop blaast, weerklinkt een vreemd geluid dat kilometers ver te horen is. Boabab de Witte, een clanhoofd van de Aboriginals, begeeft zich direct naar de Oeloeroerots. Wat later ontmoet hij Jommeke en zijn vrienden. Jommeke blijkt de uitverkorene te zijn van Kirimbir, een voorvader van de Aboriginals, om de fabelachtige schat te vinden.
In hun zoektocht naar de schat zoeken Jommeke en Filiberke eerst wat verkoeling in een waterpoel. De reuzenschildpad, die hun begeleider is, zorgt voor het opduiken van een speciale wandelstok met kangoeroehoofd. Intussen zijn professor Gobelijn en Odilon op weg naar de vliegende bol om drinken te halen. Onder de brandende zon krijgen Jommeke, Flip en Filiberke het zeer zwaar bij gebrek aan voldoende drinken. Jommeke verliest het bewustzijn en ijlt. Maar door een laatste krachtinspanning heeft Jommeke onbewust een puntige tak in de bast van een apenbroodboom geprikt. Deze boom bevat veel water en doet zijn weldadige werk om iedereen te helpen. Uiteindelijk komen ook de professor en Odilon met de vliegende bol bij hun vrienden aan. Meteen wordt de zoektocht naar de Gangurru Farm ingezet. De wandelstok had immers de vermelding hier van als inscriptie. Ze hopen daar verdere aanwijzingen te vinden.
John, de eigenaar van de Gangurru Farm, is blij verrast zijn wandelstok terug te zien. Hij geeft Jommeke en zijn vrienden onderdak en luistert geboeid naar het verhaal van de boemerang van Kirimbir. Daarna brengt John hen naar zijn gastenverblijven. De Gangurru Farm staat bekend om zijn leuke bungalows. Plots krijgt hij toch een voorgevoel en doet het idee van een schat hem dromen. De volgende ochtend vertrekken ze allen, in gezelschap van John, naar de kangoeroerots. Op de rotswand vinden ze een boodschap die met behulp van de codesleutel van Gobelijn snel ontcijfterd kan worden. Ter hoogte van de kangoeroebuidel is een spleet in de rots. Flip gaat op onderzoek en komt meteen met de melding dat de oesterparelschat van Kirimbir er ligt te blinken. Plots duikt John met vier ongure figuren op. Jommeke, Flip en professor Gobelijn worden overmeesterd en weggevoerd. De volgende ochtend stellen ze vast dat ze opgesloten zitten. Intussen betaalt John zijn handlangers en werkt een plan uit om de schat veilig naar het buitenland te brengen. Zijn idee is om de parels te verstoppen in speelgoed, om het op die manier te verschepen naar Frankrijk.
Via een vriendelijke pelikaan lukt Flip er in om vrij te geraken. Odilon, die niet mee was, stelt nu alles in het werk om zijn vrienden te bevrijden. Dit lukt vrij vlug. Boabab de Witte schiet meteen ter hulp. Jommeke wordt door hem in een trance gebracht. Hij tekent vervolgens allerlei figuren op een rotswand en de link naar speelgoed met daarin verborgen parels wordt vlug gelegd. Met spoed vliegen ze naar de haven en worden alle parels uit het speelgoed gehaald en vervangen door springballetjes. John beseft wat later dat hij bij de neus is genomen en krijgt zijn verdiende straf.

## Achtergronden bij het verhaal
- Dit album verschijnt in een reguliere omslag van Philippe Delzenne samen met drie alternatieve omslagtekeningen van de hand van Carll Cneut, Mark Borgions en Merho.
- Als vervoermiddel gebruiken Jommeke en zijn vrienden struisvogels. Dit deden ze eerder ook in het album, De vlag van Lord Chester.
- De vliegende bol vliegt in het verhaal over de Grote Victoriawoestijn.